# Gloria Yip
Gloria Yip, de son vrai nom Yip Wan-yee (葉蘊儀, née le 13 janvier 1973), est une actrice, chanteuse et sculptrice hongkongaise très connue pour ses quatre films avec le réalisateur Ngai Choi Lam, et en Occident, pour son apparition dans Riki-Oh: The Story of Ricky (1991) et pour tenir le principal rôle secondaire dans le classique Saviour of the Soul. Ayant fréquemment travaillé avec Yuen Biao, Ivan Lai et Wong Jing, ses premiers rôles étaient principalement ceux de personnages mignons et comiques, alors que ses rôles plus récents, après son divorce, sont principalement dramatiques.
Découverte à l'adolescence par un chasseur de talents japonais, elle a également poursuivi, comme beaucoup de vedettes de cinéma à Hong Kong, une carrière de chanteuse, faisant des tournées au Japon, à Hong Kong, à Taïwan et en Corée du Sud. Elle a sorti plus d'une demi-douzaine de CD.
Dans sa ville natale, elle conserve une réputation de sainteté, son visage enfantin étant décrit comme « toujours âgé de 19 ans », et les tromperies de son mari, qui ont conduit à un divorce en 2000, ont suscité beaucoup d'émois dans les médias. Pendant son mariage, de 1995 à 2000, elle prend une demi-retraite, s'occupe de ses enfants et s'intéresse à l'art et à l'artisanat, principalement à la broderie et à la sculpture sur argile. Elle sort diplômée de la Hong Kong Art School en 2008.
Elle parle couramment le cantonais (sa langue natale), le japonais, le mandarin, et l'anglais et est une grande admiratrice de Jackie Chan (avec qui elle a travaillé), Tom Cruise, Rie Miyazawa, et Madonna. Ses rôles dans Mark Six Comedy et Boxer's Story comprennent de brefs passages où elle joue en anglais.

## Biographie
Durant ses années de collège à la St. Margaret's Women's Academy, elle se rend au Japon où elle est repérée par un chasseur de talents. Elle n'a que treize ans (bien qu’elle prétende alors en alors en avoir quatorze), prend un nom japonais, et apparaît dans des publicités pour McDonald's et TDK. En 1987, à 14 ans, elle joue dans la pièce de théâtre The Real Man Sips the Vinegar (呷醋大丈夫, aussi appelée Goodbye Darling). À 19 ans, elle joue dans une autre pièce, The Water for Foot Washing (洗腳水, 1992).

### Carrière au cinéma: Première phase
Elle tient fréquemment des rôles secondaires comiques, comme celui de Su Rongrong, une acupunctrice acrobate dans Legend of the Liquid Sword (en) (1993), ou la jeune chasseuse de primes Fung Lam dans Flying Dagger. Son rôle le plus célèbre est celui d'Ashura, un rôle secondaire majeur dans La Légende du Phoenix, qui est généralement cité comme ses débuts sur grand écran à 15 ans. Ce rôle est à classer dans le registre du comique slapstick. Elle y joue une rejeton de démons espiègle mais surtout innocente, avec de grands pouvoirs, mais son personnage est essentiellement un faire-valoir pour les acteurs principaux. Dans ces deux films, son personnage se rachète en aidant ses amis Peacock King/Kujaku (Yuen Biao) et Lucky Fruit (interprétés par différents acteurs dans les deux films), qui agissent en grands frères et combattent des démons importants. Le rôle est plus exigeant dans le deuxième film, dans lequel son innocence et ses côtés enfantins sont quelque peu étouffés par une sentence de mort mystique qui l'attaque comme une maladie.
Six mois avant La Légende du Phoenix, elle est à l'affiche de Prise de bec à Hong Kong, une comédie maintes fois récompensée. Son rôle est limité à moins d'une minute de temps à l'écran, dans le rôle de Judy, amie du fils de Michael Hui. Judy est évoquée à plusieurs reprises, est brièvement aperçue dans le restaurant de David, puis dans le restaurant de canard lors du final du film, et ne parle jamais, même si certains acteurs lui parlent. Dans Demoness from Thousand Years (en), elle apparaît uniquement au début et à la fin du film et est en douzième position au générique de fin, bien que la promotion du film, dont la jaquette du DVD, la mette bien en évidence et mentionne son nom en deuxième position. Son personnage, Siu-yi, est la partenaire de Yun Yu-yi (Joey Wong), mais est inconsciente pendant la majeure partie du récit du film, étant figée dans la première scène et ressuscitée dans la dernière, communiquant avec Yu-yi à travers un téléviseur et apparaissant comme vendeuse de poupées dans la dernière scène. Avant ces rôles, elle apparaît dans la série Goodbye Darling du 22 octobre 1987 au 11 novembre 1997.
Elle joue souvent des rôles plus jeunes que dans son âge réel, encouragée par le fait qu'elle mesure moins de 1,57 m. Dans Saviour of the Soul, elle joue la sœur de 12 ans d'Andy Lau, Wai Heung, qui se passionne pour le baseball à 18 ans.
Ses autres rôles incluent ceux de la jeune mariée Belle Kao dans Big Brother (1989) de Jackie Chan, dans lequel une grande partie de la narration du film est dictée par le mariage de son personnage, Gucci (l'otage d'un braquage de banque confiante et plein d'esprit) dans The Blue Jean Monster, la mystérieuse femme extraterrestre dans Karaté Cat (en), Ann dans Pink Bomb (en), et un caméo dans le rôle de la petite amie assassinée de Ricki dans Riki-Oh: The Story of Ricky. De tous ses films, c'est ce-dernier qui a bénéficié de la plus grande sortie aux États-Unis, grâce à la promotion de la chaîne Comedy Central, bien son interdiction au moins de 18 ans en a fait un film confidentiel à Hong Kong.

### Mariage, retraite, arts et autres activités
Son but est de faire un film dont elle serait particulièrement fière et n'est donc pas particulièrement prolifique comme la plupart des acteurs à Hong Kong. Elle se retire du cinéma après Les dieux sont tombés sur la tête 5, pour se marier au magnat des jouets Chen Pak-ho le 25 mai 1995, et donne naissance à un fils, Chen Siu-chun, en février 1996. Le couple a également une fille, Chen Hin-hin, dont le nom signifie « étaler », le 30 novembre 1999. Son mari refusant de payer une pension alimentaire, elle lutte financièrement pour élever ses deux enfants. Certains reportages révèlent qu'elle occupe au début de son divorce de nombreux postes de production en coulisse en raison de sa difficulté à obtenir des rôles dans les films.
Yip continue d'apparaître à la télévision pour parler de la broderie, son passe-temps principal, et elle a également écrit un article de magazine sur les arts et l'artisanat. En 1997, elle s'inscrit à la Causeway Bay School pour apprendre la sculpture sur argile. Elle sort diplômée de la Hong Kong Art School le 27 janvier 2008, avec une thèse sur le porcelaine, puis d'une maîtrise en beaux-arts de l'institut royal de technologie de Melbourne en 2013. Ses œuvres, en particulier ses sculptures, lui ont valu des prix. Elle est par exemple la seule représentante hongkongaise à se qualifier parmi les 30 premiers du prix Arte Laguna, un concours italien d'œuvres d'art visuel. Elle a également une école d'art studio, qu'elle a fondée avec des amis proches à Tsim Sha Tsui.
Yip est également une militante très active de la révolution des parapluies, qui émerge durant les manifestations de 2014 à Hong Kong pour la démocratie. Elle est souvent présente sur les réseaux sociaux pour envoyer des messages de soutien aux étudiants qui ont occupé pendant 79 jours des zones importantes des quartiers de Admiralty (en), Causeway Bay, et Mong Kok. Yip, elle-même, se rend à Admiralty et à Causeway Bay pour attacher des rubans jaunes sur les balustrades et les panneaux de signalisation.

### Divorce et retour au cinéma
En janvier 2000, Yip et Chen divorcent à la suggestion de ce-dernier après qu'il eut un adultère de sa part et des visites dans des maisons closes. Elle revient au cinéma en 2001 avec un rôle dans Heroes in Love après que Chen n'ait pas payé sa pension alimentaire,. Les détails de l'affaire sont révélés par les médias en 2002, y compris des extraits de son journal intime. Après près de dix ans d'absence, Yip tient le rôle principal dans les films d'horreur Death Melody (2003) et Double Face Girl. Elle retourne également sur les planches de théâtre.
Durant cette période, elle abandonne en grande partie son personnage comique. En 2004, Mark Six Comedy la replace dans le registre comique avec le rôle de chef de bureau (nommée Gloria), puis elle retourne dans le registre sérieux avec Boxer's Story et Osaka Wrestling Restaurant (en), où elle joue des rôles dramatiques d'anciennes épouses d'hommes sans succès, chaque fois avec un fils. Dans ce dernier film, elle ne joue jamais avec les autres acteurs comiques, et structurellement, son rôle, une « participation amicale » comprenant uniquement quatre scènes, est conçu pour donner au film l'émotion qui lui manquerait autrement. Dans le premier film, elle incarne l'ex-femme du personnage interprété par Yuen. Le film parle en grande partie de la reconquête de son fils, maintenant qu'elle est mariée à un cardiologue et qu'elle mène une brillante carrière dans la vente automobile, principalement pour des clients anglophones. Dans Breezy Summer, son rôle, encore éponyme, est une prestation tragique.
Plus tard dans l'année, elle retrouve Fan Siu-wong, de Story of Ricky, et Christine Ng (en), de Karaté Cat (en), dans la mini-série, Magic Sword of Heaven and Earth}, dans le rôle de la divinité Guanyin, qui est diffusée en 2005. Ce rôle, toujours sérieux, est une figure de l'intervention divine au tournant du deuxième acte et une brève visite dans la finale du film. La plupart d'entre elles sont des productions à petit budget tournées en numérique plutôt qu'en pellicule. En 2007, elle joue dans Magic Boy.
Quand elle apparaît en 2013 pour promouvoir la série Never Dance Alone (en) de TVB, les médias sont choqués par ses changements physiques, notamment son poids, ses cheveux gris et son apparence de matrone, la décrivant comme une « réplique de Yammie Lam aux cheveux gris » (Lam a six ans de plus que Yip). Des amis la décrivent comme étant méconnaissable, grosse, et affirment leur peur de se tromper de personne.

## Filmographie
- 2013 : The Way We Dance (en)
- 2007 : Magic Boy
- 2004 : Boxer's Story
- 2004 : Mark Six Comedy
- 2004 : The Twins
- 2004 : Osaka Wrestling Restaurant (en)
- 2003 : Death Melody
- 2001 : Heroes in Love
- 1994 : Love and the City
- 1994 : Les dieux sont tombés sur la tête 5
- 1993 : Flying Dagger
- 1993 : Pink Bomb (en)
- 1993 : Legend of the Liquid Sword (en)
- 1992 : The New Marvelous Double
- 1992 : Misty
- 1992 : Karaté Cat (en)
- 1991 : Saviour of the Soul
- 1991 : The Banquet
- 1991 : Riki-Oh: The Story of Ricky
- 1991 : The Blue Jean Monster
- 1990 : Rebel from China
- 1990 : Demoness from Thousand Years (en)
- 1990 : Promising Miss Bowie
- 1990 : Hong Kong Paradise (en)
- 1990 : La Saga du Phoenix
- 1989 : Big Brother
- 1988 : La Légende du Phoenix
- 1988 : Prise de bec à Hong Kong
- 1987 : Goodbye Darling

## Discographie

### Au Japon
- ASHURA (février 1990 /Singles)
- S.O.S. (octobre 1990 /Singles)
- 原宿 Harajuku (décembre 1990 /Album)
- 砂に消えた涙 Tears disappear in the sand (juillet 1991 /Singles)
- クリスマス Christmas (novembre 1991 /Album)
- 眠り姫 Sleeping Beauty (janvier 1992 /Singles)
- 眠り姫 Sleeping Beauty (novembre 1993 /Album)

### En Corée du Sud
- SEOUL(août 1991 /Album)
- My X-Mas...(novembre 1995 /Album)

### À Taïwan
- 欺騙你的心 Cheat Your Heart (mars 1992 /Album) lyrics
- 愛的故事 Love Story(septembre 1992 /Album)lyrics
- 真的愛我就不要讓我傷心 Really Likes Me not Likely to Make Me Sad (avril 1993 /Album) lyrics
- 諾言 Promise (décembre 1993 /Album) lyrics
- 是你答應說要對我好 Were You Insisting That Must Be Good for Me (juin 1994 /Album) lyrics
- 把我放在心裡頭 Places in My Heart (novembre 1994 /Album) lyrics
- 在自己的房間裡 In own room (janvier 1995 /Album)lyrics

### À Hong Kong
- 可否想起我 Can think of me (octobre 1993 /Album)